# محسن معنوي
المحسنات المعنوية هي التي يكون التحسين بها راجعا إلى المعنى، وإن كان بعضها قد يفيد تحسين اللفظ أيضًا والمحسنات المعنوية كثيرة، من بينها:
- الطباق: وهو إما طباق سلبي وإما ايجابي الجمع بين الشيء وضده في الكلام، مثل قوله تعالى[1] ﴿ وتحسبهم أيقاظا وهم رقود﴾
- المقابلة: هي أن يؤتى بمعنيين غير متقابلين أو أكثر، ثم يؤتى بما يقابل ذلك على الترتيب، مثل قوله تعالى:[2] ﴿ فليضحكوا قليلا وليبكوا كثيرا﴾
- التورية: هي أن يذكر لفظ له معنيان؛ أحدهما قريب ظاهر غير مراد، والثاني بعيد خفي هو المراد كقول الشاعر:

أبيات شعرك كالقصور ولا قصور بها يعوق
ومن العجائب لفظها حر ومعناها رقيق
- حسن التعليل: هو أن ينكر القائل صراحة أو ضمنا علة الشيء المعروفة ويأتي بعلة أدبية طريفة تناسب الغرض الذي يقصد إليه.
- المشاكلة: هي أن يذكر الشيء بلفظ غيره لوقوعه في صحبة ذلك الشيء.
- التوجية أو الإيهام: هو أن يؤتى بكلام يحتمل، على السواء، معنيين متباينين، أو متضادين كهجاء ومديح ليصل القائل إلى غرضه بما لا يؤخذ عليه.
- المبالغة: وهي وصف الشيء وصفا مستبعدا أو مستحيلا.
- التبليغ: وهو وصف الشيء بما هو ممكن عقلا وعادة.
- الإغراق: وهو وصف الشيء بما هو ممكن عقلا لا عادة.
- الغلو: وهو وصف الشيء بما هو مستحيل عقلا وعادة.